# West Kingsdown
West Kingsdown är en ort och civil parish i grevskapet Kent i sydöstra England. Orten ligger i distriktet Sevenoaks, cirka 10 kilometer nordost om Sevenoaks och cirka 8 kilometer sydost om Swanley. Tätorten (built-up area) hade 4 310 invånare vid folkräkningen år 2021.